# Лян Шаньбо и Чжу Интай (фильм, 1954)
«Лян Шаньбо и Чжу Интай» (кит. трад. 梁山伯与祝英台) — телеспектакль 1954 года, снятый режиссёром Сан Ху по мотивам известной китайской легенды о двух влюблённых. Первый цветной художественный кинофильм КНР. Все роли в фильме исполнены женщинами. В главной роли снялись выдающиеся актрисы китайской оперы юэцзю — Юань Сюэфэнь и Фань Жуйцзюань.

## Исторический фон

### Кампания «три перемены»
В начале 1950-х годов Китай переживал бурную трансформацию: после провозглашения КНР перед коммунистами стояла задача в общественной и культурной жизни покончить с феодальными пережитками, в том числе культурными явлениями, которые считались недостойными, либо вульгарными, а вместе с тем планировалось создать новые отношения, а также имплеминтировать старое культурное китайское наследие, в частности те его достижения, которые соответствовали новому времени.
Для реализации этой задачи было организовано сразу несколько культурных кампаний в различных сферах общественной и культурной жизни. Одно из первых таких кампаний стала кампания «три перемены» («кит. 改戏、改人、改制», в пер. с кит. менять оперы, менять людей, менять [человеческую] природу). Театральный критик Лю Найчун (кит. 刘乃崇) так описывал положение столичной театральной сцены сразу после провозглашения КНР:

До основания Китайской Народной Республики какова была ситуация в опере? Давайте возьмём в качестве примера Пекин. Пекин был мирно освобождён 31 января 1949 года. В то время на театральной сцене был полный кавардак. Это не только абсурдные по содержанию и мерзкие по форме «Восемь бессмертных» и «Полная история Чжун Куя», но и описывающие убийства «Рассказ об убийстве сына» и «Повесть о двух гвоздях». Были и хорошие традиционные оперы, такие как «Сват», «Пьяная наложница», «Плывущий дракон и игривый феникс» и другие пьесы, но их постановки просто невозможно было смотреть. Ещё хуже дело обстояло с «Большым расколотым гробом» и «Прядение хлопка», «Любительница оперы» и др., всё это в совокупности представляло собой омерзительную пошлость и вульгарщину.
Оригинальный текст (кит.)建国以前，戏曲的情况是什么样子的呢？拿北京来说，北京是1949年1月31日和平解放的，解放之初，北京戏曲舞台上真是一片混乱。那时候，不仅有内容荒诞不经、形象恐怖恶劣的《八仙得道》、《全部钟馗》 还有描写淫乱凶杀的如《杀子报》、《双钉记》 再就是那些还不错的传统戏，如《红娘》、《贵妃醉酒》、《游龙戏凤》等戏，这会儿也多是演得不堪入目了。更何况《大劈棺》、《纺棉花》、《戏迷小姐》等，更演得庸俗低级，构成了一幅十分污浊丑恶的画卷。

Итогом правительственной работы по организации театральной сцены стало «Предложение Министерства Культуры по совершенствованию оперы» (кит. 关于戏曲改进工作向中央文化部建议) от 5 мая 1951 года, подписанное премьер-министром Чжоу Эньлаем. «Предложение» настаивало на недопустимости исполнения пьес и опер, которые распространяют суеверия, описывают убийства и содержат сцены разврата, а также любые проявления старой феодальной жизни, вводился запрет на исполнение целого ряда постановок, часть из которых была допущена к исполнению после внесения правок в сценарии. Параллельно с этим правительство всеми силами призывало собирать и поддерживать развитие народных опер, в том числе локальных, исполняемых на диалектах, которые не содержали вульгарных элементов, насилия и феодальных суеверий. В рамках этого постановления с 6 по 14 октября 1952 года в Пекине прошёл фестиваль народных опер и спектаклей, где было представлено 88 опер, которые репрезентовали 23 вида китайской оперы и театрального искусства. Среди исполненых опер была представлена и шаосиньская опера «Лян Шаньбо и Чжу Интай».
Юэцзю (шаосиньская опера) является относительно молодым видом китайской оперы. Она возникла в начале XX века в Шэнчжоу, округ Шаосин, провинция Чжэцзян, и получила название в честь древнего государства Юэ, которое занимало эту территорию в Период Вёсен и Осеней (770—476 гг. до н. э.). Юэцзю впервые возникла как ритмичные народные песни, которые исполнялись крестьянами на местном диалекте. В 1920-х годах небольшая труппа исполнителей путешествовала по сельской местности и в конце концов добралась до Шанхая. Популярность юэцзю резко выросла после того, как в 1923 году труппу пригласили выступить в шанхайском театре «Большой мир». С тех пор Шанхай стал основным местом исполнения юэцзя. Изначально все исполнители оперы были мужчинами, однако после 1923 года женщины стали постепенно вытеснять мужчин и к моменту основания КНР все роли в юэцзю исполнялись женщинами.

## История создания
В 1952 году руководство 上海联合电影制片厂 приняло решение экранизировать популярную шаосинскую оперу «Лян Шаньбо и Чжу Интай». По рекомендации заместителя министра культуры Ся Яня руководить процессом съёмки был приглашён Сан Ху — известный кинематографист, к тому времени прославивший себя как режиссёр картины «Да здравствует госпожа» (1947) и как автор сценария для фильма «Фальшивый феникс» (1946). На главную ролях были приглашены две наиболее известные актрисы шаосинской оперы — Юань Сюэфэнь и Фань Жуйцзюань.
Как вспоминал Сан Ху, одна из первоочередных проблем при написании сценария была сопряжена с сокращением либретто: классическая постановка шаосинской оперы занимает три часа, тогда как продолжительность киноспектакля не могла превышать полтора часа. Неожиданное решение было найдено в конце 1952 года, когда режиссёру довелось посетить первый Всекитайский фестиваль музыкальной драмы, где помимо прочих драм демонстрировалась и «Лю Иньцзи» — вариант истории о Лян Шаньбо и Чжу Интай в сычуаньской опере. Сан Ху обратил внимание, что в данном варианте опере отсутствует фрагмент гневной арии Лян Шаньбо, который раздражён решением Чжу Интай покориться решению отца и выйти замуж за нелюбимого ею человека. Режиссёр принял решение вырезать эту оперу, чтобы тем самым втиснуть телеспектакль в необходимый временной промежуток. «Такое изменение быть может сделал оперу более „блеклой“, но образ Лян Шаньбо от этого только выиграл», — признавался режиссёр спустя много лет.
В первой половине 1953 года съёмочная группа занималась написанием сценария, созданием декораций, грима и антуража. Непосредственно сам процесс съёмки начался в июле того же года. В это время происходит объединение Шанхайской объединённой киностудии с Шанхайской киностудии и производства фильма происходит уже под крышей последней.
По признанию Сан Ху, процесс съёмки первого цветного фильма был сопряжён с рядом технических проблем, как то: цветное освещение, проявление цветной плёнки и т. д. «Во-первых: мы использовали устаревшие лампы дневного освещения из Восточной Германии, — вспоминал режиссёр, — во-вторых: цветная плёнка в то время проявлялась исключительно вручную, проявляющие вещества использовали по наитию». За успех съёмки беспокоились не только деятели киноискусства, но и высшие партийные чины: мэр Шанхая Чэнь И отправил съёмочной группе муниципальные прожекторы глубокого освещения и генераторы тока. Съёмка фильма была завершена зимой того же 1953 года.

## Оценка и прокат
в

## Прмиечания
Комментарии
Сборник научных работ, посвящённый фильму «Лян Шаньбо и Чжу Интай»
1. ↑  Величественное зрелище, 2000, Женева, с. 7—35.

Другие источники
1. ↑  Internet Movie Database (англ.) — 1990.
2. ↑  Xu Lanjun. The Lure of Sadness : The Fever of "Yueju" and "The Butterfly Lovers" in the Early PRC // Asian Theatre Journal. — 2016. — Vol. 33, no. 1. — P. 104—129.
3. 1 2  Liú Nǎichóng. "Gǎixì、gǎirén、gǎizhì” gěi wǒmen de qǐshì // Zhōngguó xìjù : [Просвещение, которое принесла нам кампания «три перемены»] / [Лю Найчун]. — 1990. — No. 1. — P. 36—39. — Ориг.: 刘乃崇《“改戏、改人、改制”给我们的启示》，《中国戏剧》1990年1期。第36—39页.
4. 1 2  San Hu. Huigu wǒde congyíng daolu : [Воспоминания о моём пути в кино] :  [кит.] : [арх. 4 марта 2016] / [Сан Ху] // Dangdai dianying. — 1995年. — № 4. — P. 76—78. — Ориг.: 桑弧《回顾我的从影道路》，《当代电影》1995年4期。第76—78页.